# Heinrich Christoph Naso
Heinrich Christoph Naso, auch Nase, (* 23. September 1614 in Altengottern; † 11. Juli 1666 in Freyburg) war kursächsischer Obristwachtmeister im Schleinitzischen Regiment zu Fuß, später fürstlich-magdeburgischer Amtshauptmann zu Freyburg und zu Eckartsberga sowie Besitzer mehrerer Rittergüter.

## Leben
Heinrich Christoph Naso stammte aus der thüringischen Adelsfamilie Naso, die noch im 17. Jahrhundert meist auf die Bezeichnung „von“ verzichtete. Er war der Sohn von Heinrich Christoph Naso auf Altengottern und Flarchheim und der Anna geb. von Heilingen aus dem Hause Neunheilingen.
Naso nahm am Dreißigjährigen Krieg teil und schlug anschließend eine Verwaltungslaufbahn im Kurfürstentum Sachsen ein. Er besaß am Ende seines Lebens Rittergüter in Altengottern, Flarchheim, Gleina und Obhausen (St. Johannis).
Am 29. Juni 1645 schloss er mit seiner zukünftigen Frau Maria Catharina geb. von Osterhausen in Naumburg (Saale) einen Ehevertrag. Sie war die Tochter von Georg Bastian von Osterhausen auf Kreipitzsch, Rudelsburg, Gleina und Gatterstädt, kursächsischer Inspektor der Landesschule Pforta. In der Marienkirche zu Freyburg befindet sich sein Grabstein.
Maria Catharina Naso lieh im November 1662 dem Rittergutsbesitzer Hans Friedrich von Heßler auf Balgstädt 1000 Taler, die dieser für Studienreisen seiner Söhne benötigte. Als Pfand erhielt sie dafür dessen Rittergut Balgstädt.